# Trigonella aristata
Trigonella aristata är en ärtväxtart som först beskrevs av I.T. Vassilczenko, och fick sitt nu gällande namn av Sojak. Trigonella aristata ingår i släktet trigonellor, och familjen ärtväxter. Inga underarter finns listade i Catalogue of Life.